# 布魯姆明峽之役
布魯姆明峽之役是美国南北战争中的一场战役。發生於1862年2月13日。負傷的聯邦將軍弗雷德里克‧威廉‧蘭特(Frederick William Lander)帶領俄亥俄第8騎兵團(8th Ohio Cavalry Regiment)，西維吉尼亞第1騎兵團 (1st West Virginia Cavalry Regiment)和西維吉尼亞第7騎兵團(7th West Virginia Cavalry Regiment)到達布魯姆明峽，可能是為了拯救Quincy Miller，一個早前被南軍捉拿的聯邦著名工程師。
據報告，蘭特將軍親自指揮騎兵攻擊南軍，使南軍落荒而逃，但途中他們停下來企圖反擊，打死兩騎，傷五騎。因此蘭特將軍指示自願兵援助騎兵，才能逼南軍投降。
南軍有13人死亡，其餘士兵和17名指揮官被俘。
次月，蘭特將軍傷重死亡。